# Maurice Quentin de La Tour
Maurice Quentin de La Tour (ur. 5 września 1704 w Saint-Quentin w Pikardii, zm. 17 lutego 1788 tamże) – francuski malarz portrecista, tworzył w stylu rokokowym, przede wszystkim dzieła pastelowe. Najsławniejszymi sportretowanymi byli m.in. Wolter, J.J. Rousseau, J. d’Alembert, Ludwik XV, Maria Leszczyńska oraz Madame Pompadour. Jego uczniem był m.in. Joseph Ducreux.

## Życiorys
Jego ojciec był muzykiem. Potępiał on karierę malarską syna. W wieku 15 lat La Tour wyjechał do Paryża, gdzie uczył się w pracowni flamandzkiego malarza J.J. Spoede’a. Od roku 1724 w Reims, a rok później wyjechał do Anglii. Około 1727 powrócił do Paryża w celu zakończenia studiów. Powrót do stolicy był początkiem okresu twórczości malarza.
W 1737 wystawiono pierwszą kolekcję portretów malarza. Liczyła ona 150 obrazów. Od 1746 członek francuskiej Académie Royale de Peinture et de Sculpture. W latach 1750–1773, był portrecistą królewskim. Prowadził działalność filantropijną. W 1773 popadł w załamanie nerwowe – rozpoczęły się jego problemy z zaburzeniami psychicznymi, które nasiliły się pod koniec życia.
W 1778 powrócił do rodzinnego miasta, gdzie założył szkołę rysunku. Zmarł w 1788. W Musée Antoine Lécuyer w Saint-Quentin znajduje się największa kolekcja pasteli jego autorstwa.